# 洛于埃克
洛于埃克（法語：Lohuec，法語發音：[lɔɥɛk]）是法国阿摩尔滨海省的一个市镇，位于该省西部，和菲尼斯泰尔省接壤，属于甘冈区。

## 地理
洛于埃克（48°27'37"N, 3°31'18"W）面积17.18 平方千米，位于法国布列塔尼大區阿摩尔滨海省，该省份为法国西北部沿海省份，位于布列塔尼半岛北部，北濒大西洋英吉利海峡，西接菲尼斯泰尔省，南至莫尔比昂省，东临伊勒-维莱讷省。
与洛于埃克接壤的市镇（或旧市镇、城区）包括：卡拉内勒、拉沙佩勒讷沃、洛吉维普卢格拉斯、普卢格拉斯、普卢拉克、博拉泽克。
洛于埃克的时区为UTC+01:00、UTC+02:00（夏令时）。

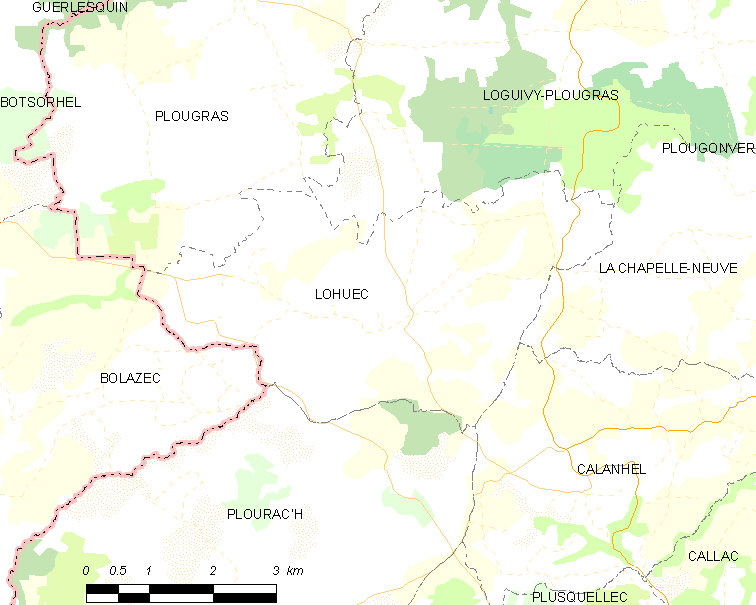
洛于埃克的OSM定位图

## 行政
洛于埃克的邮政编码为22160，INSEE市镇编码为22132。

## 政治
洛于埃克所属的省级选区为卡拉克县。

## 交通
阿摩尔滨海省省道D42线经过镇中心，省道D28线经过西南侧。

## 人口

1962-2008年间洛于埃克人口变化图示

洛于埃克于2022年1月1日时的人口数量为246人。